# Michael Madsen
Michael Madsen   (Chicago, 25 de setembre de 1957 - Malibu, 3 de juliol de 2025) fou un actor estatunidenc. Juntament amb les seves freqüents col·laboracions amb el director Quentin Tarantino—Reservoir Dogs (1992), Kill Bill: Volum 2 (2004), The Hateful Eight (2015), i Once Upon a Time in Hollywood (2019)— també era conegut per la seva aparicióen pel·lícules com Jocs de guerra (1983), El millor (1984), The Doors (1991), Thelma & Louise (1991), Allibereu Willy (1993), Species (1995), Donnie Brasco (1997), Mor un altre dia (2002), Sin City (2005), i Scary Movie 4 (2006).
Era germà de l'actriu Virginia Madsen i estava casat amb sis fills, entre ells el també actor Christian Madsen.

## Biografia
Michael Madsen s'apassiona pel cinema durant la seva adolescència rebel i difícil, al si d'una família a Chicago. Després de petites feines (pintor, infermer, etc..), obté els seus primers papers en sèries com Miami Vice, fins a la seva primera pel·lícula el 1983: Jocs de guerra al costat del jove Matthew Broderick.
El seu talent de comediant el fa interpretar diferents classes de pel·lícules, des de la gran producció americana a la pel·lícula de culte. Però on destaca més sovint és a la pell de malvats i violents patibularis (Vall Kilmer a Kill Me Again, Mr. Blonde a Reservoir Dogs, enemic jurat de Vincent Cassel a Blueberry, l'experiència secreta, etc.), malgrat alguns altres papers (Jimmy, l'amic de Susan Sarandon a Thelma i Louise).
La pel·lícula referència de Michael Madsen és sense discussió el cultíssim Reservoir Dogs de 1992, el primer Tarantino, que va causar sensació a Cannes (Madsen és molt apreciat pel realitzador). Participa en l'escena mítica de la conversa privada entre ell (Mr Blonde) i el policia.
Així, per la seva presència a certes pel·lícules de certa popularitat, com Kill Bill 1 i 2, James Bond (Falco a Mor un altre dia o Scary Movie 4 i Donnie Brasco (Al Pacino, Johnny Depp), Madsen s'imposa com un valor segur del cinema estatunidenc.
A Michael Madsen li agraden també els videojocs: ha participat en el desenvolupament de DRIV3R, doblant Tanner, als costat d'Iggy Pop, Mickey Rourke o Michelle Rodríguez. Signa igualment el making of del joc. Dobla també un personatge de Yakuza. És d'altra banda l'únic a posar la seva cara als desenvolupadors.

## Anècdotes
- Michael Madsen va ser considerat per encarnar Mickey Knox a Natural Born Killers d'Oliver Stone (paper confiat a Woody Harrelson). L'hauria refusat seguint el consell de Quentin Tarantino, que l'acabava de dirigir a Reservoir dogs.
- Michael Madsen havia d'interpretar el paper de Vincent Vega a Pulp Fiction de Quentin Tarantino, però les repeticions de Wyatt Earp de Lawrence Kasdan es van eternitzar, obligant l'artista a renunciar en benefici de John Travolta.
- Michael Madsen és un enamorat de la poesia i ha publicat diverses obres.

## Filmografia
- 1982: Against All Hope, d'Edward T. McDougal
- 1983: A Cor obert (St. Elsewhere), de Joshua Brand i John Falsey (sèrie TV)
- 1983: Special Bulletin, d'Edward Zwick (TV)
- 1983: Jocs de guerra (WarGames), de John Badham
- 1983: Diner, de Barry Levinson (TV)
- 1984: Racing with the Moon, de Richard Benjamin
- 1984: El millor (The Natural), de Barry Levinson
- 1984: Cagney i Lacey (Cagney & Lacey), de Barbara Avedon i Barbara Corday (sèrie TV)
- 1984: Miami Vice – Temporada 1, episodi 11
- 1985: The Hitchhiker (sèrie TV)
- 1985: Our Family Honor, de Michael Lange (sèrie TV)
- 1986: Crime Story, de Chuck Adamson i Gustave Reininger (sèrie TV)
- 1987: The Killing Time, de Rick King
- 1988: Shadows in the Storm, de Terrell Tannen
- 1988: Iguana, de Monte Hellman
- 1988: War and Remembrance, de Dan Curtis (TV)
- 1989: Tour of Duty, de L. Travis Clark i Steve Duncan (sèrie TV)
- 1989: Doble assassinat (Kill Me Again), de John Dahl
- 1989: Jake and the Fatman (sèrie TV)
- 1989: Blood Red, de Peter Masterson
- 1989: El viatger del temps (Quantum Leap) (sèrie TV)
- 1990: Montana, de William A. Graham (TV)
- 1990: The Outsiders (sèrie TV)
- 1990: La fi de la innocència (The End of Innocence), de Dyan Cannon
- 1991: Fatal Instinct, de John Dirlam
- 1991: Gabriel's Fire, de Jack Sholder (sèrie TV)
- 1991: The Doors, d'Oliver Stone
- 1991: Thelma i Louise (Thelma & Louise), de Ridley Scott
- 1992: Gairebé famosos (Almost Blue), de Keoni Waxman
- 1992: Records que maten (Beyond the Law), de Larry Ferguson
- 1992: Reservoir Dogs, de Quentin Tarantino
- 1992: Straight Talk, de Barnet Kellman
- 1992: Baby Snatcher, de Joyce Chopra (TV)
- 1993: Inside Edge, de Warren Clarke i William Tannen
- 1993: A House in the Hills, de Ken Wiederhorn
- 1993: Trouble Bound, de Jeffrey Reiner
- 1993: Allibereu Willy (Free Willy), de Simon Wincer
- 1993: Money for Nothing, de Ramón Menéndez
- 1994: Dead Connection, de Nigel Dick
- 1994: Season of Change, de Robin P. Murray
- 1994: La fugida (The Getaway), de Roger Donaldson
- 1994: Blue Tiger, de Norberto Barba
- 1994: Wyatt Earp, de Lawrence Kasdan
- 1995: Species, espècie mortal, de Roger Donaldson
- 1995: Allibereu Willy 2 (Free Willy 2: The Adventure Home), de Dwight H. Little
- 1995: Man with a Gun, de David Wyles
- 1996: Red Line, de John Sjogren
- 1996: Mulholland Falls, de Lee Tamahori
- 1996: The Winner, d'Alex Cox
- 1997: Papertrail, de Damian Lee
- 1997: Surface to Air, de Rodney McDonald
- 1997: The Last Days of Frankie the Fly, de Peter Markle
- 1997: Donnie Brasco, de Mike Newell
- 1997: The Girl Gets Moe, de James Bruce
- 1997: El director (The Maker), de Tim Hunter
- 1997: La desaparició de Catherine (Catherine's Grove), de Rick King
- 1997: Executive Target, de Joseph Merhi
- 1998: The Thief & the Stripper, de L.P. Brown III i John Sjogren
- 1998: Flat Out, de John Sjogren
- 1998: Ballad of the Nightingale, de Guy Greville-Morris
- 1998: Rough Draft, de Joshua Wallace
- 1998: Species 2, espècie mortal 2 (Species II), de Peter Medak
- 1998: L'enviada (The Sender), de Richard Pepin
- 1998: Vengeance Unlimited, de David Simkins (sèrie TV)
- 1998: Fait Accompli, d'Andrzej Sekula
- 1999: Sanció suprema (Supreme Sanction), de John Terlesky (TV)
- 1999: The Florentine, de Nick Stagliano
- 1999: Detour, de Joey Travolta
- 2000: Bad Guys, de Bryan Genesse
- 2000: Fall, de Daniel Baldwin
- 2000: Ides of March, de Darren Doane
- 2000: The Stray, de Kevin Mock
- 2000: The Inspectors 2: A Shred of Evidence, de Brad Turner (TV)
- 2000: Luck of the Draw, de Luca Bercovici
- 2000: Sacrifice, de Mark L. Lester (TV)
- 2000: The Alternate, de Sam Firstenberg
- 2000: High Noon, de Rod Hardy (TV)
- 2000: The Price of Air, de Josh Evans
- 2001: Outlaw, de Bo Svenson
- 2001: Pressure Point, d'Eric Weston
- 2001: Big Apple (sèrie TV)
- 2001: Mort silenciosa (The Ghost), de Douglas Jackson,
- 2001: Choke, de John Sjogren
- 2001: L.A.P.D.: To Protect and to Serve, d'Ed Anders
- 2001: 42K, de Ken Daurio i Darren Doane (no surt als crèdits)
- 2001: Extreme Honor, de Steven Rush
- 2002: Welcome to America, de Rish Mustaine i John Sjogren
- 2002: Love.com, de Sherwood Ball
- 2002: Mor un altre dia (Die Another Day), de Lee Tamahori
- 2002: The Real Deal, de Tom Burruss
- 2003: Where's Angelo?, de Harris Goldberg (curtmetratge)
- 2003: 44 minuts de pànic (44 Minutes: The North Hollywood Shoot-Out), d'Yves Simoneau (TV)
- 2003: My Boss's Daughter, de David Zucker
- 2003: Kill Bill: Vol. 1, de Quentin Tarantino
- 2003: Vampires Anonymous, de Michael Keller
- 2003: Les Clefs de bagnole, de Laurent Baffie (no surt als crèdits)
- 2004: Blueberry: L'experiència secreta (Blueberry), de Jan Kounen
- 2004: Kill Bill: Vol. 2, de Quentin Tarantino
- 2004: Frankenstein, de Marcus Nispel (TV)
- 2004: Smatyvay udochki, de Oleg Stepchenko
- 2005: Hoboken Hollow, de Glen Stephens
- 2005: L'últim salt (The Last Drop), de Colin Teague
- 2005: Firedog, de Scott Duthie
- 2005: Tilt, de Brian Koppelman i David Levien (sèrie TV)
- 2005: Sin City, de Frank Miller i Robert Rodriguez
- 2005: Chasing Ghosts, de Kyle Dean Jackson
- 2005: L.A. Dicks, de Dean Alioto
- 2005: Muzhskoy sezon. Barkhatnaya revolutsiya, de Oleg Stepchenko
- 2005: BloodRayne, de Uwe Boll
- 2005: The Chronicles of Narnia: The Lion, the Witch and the Wardrobe, d'Andrew Adamson
- 2006: Last Hour, de Pascal Caubet
- 2006: Living & Dying, de Jon Keeyes
- 2006: Scary Movie 4, de David Zucker
- 2006: Canes, de Michael Bafaro
- 2006: UKM: The Ultimate Killing Machine, de David Mitchell
- 2006: All In, de Nick Vallelonga
- 2007: Boarding gate d'Olivier Assayas
- 2008: The Lion of Judah, d'Eternal Pictures
- 2007: Living & Dying
- 2007: House
- 2008: Tooth and Nail
- 2008: Hell Ride
- 2010: 24
- 2012: Call of Duty: Black Ops 2
- 2012: Piranhaconda
- 2013: The Walking Dead: Season Two
- 2015: The Hateful Eight
- 2016: Those Who Can't
- 2018: Arctic Justice: Thunder Squad